# Brian McLaren

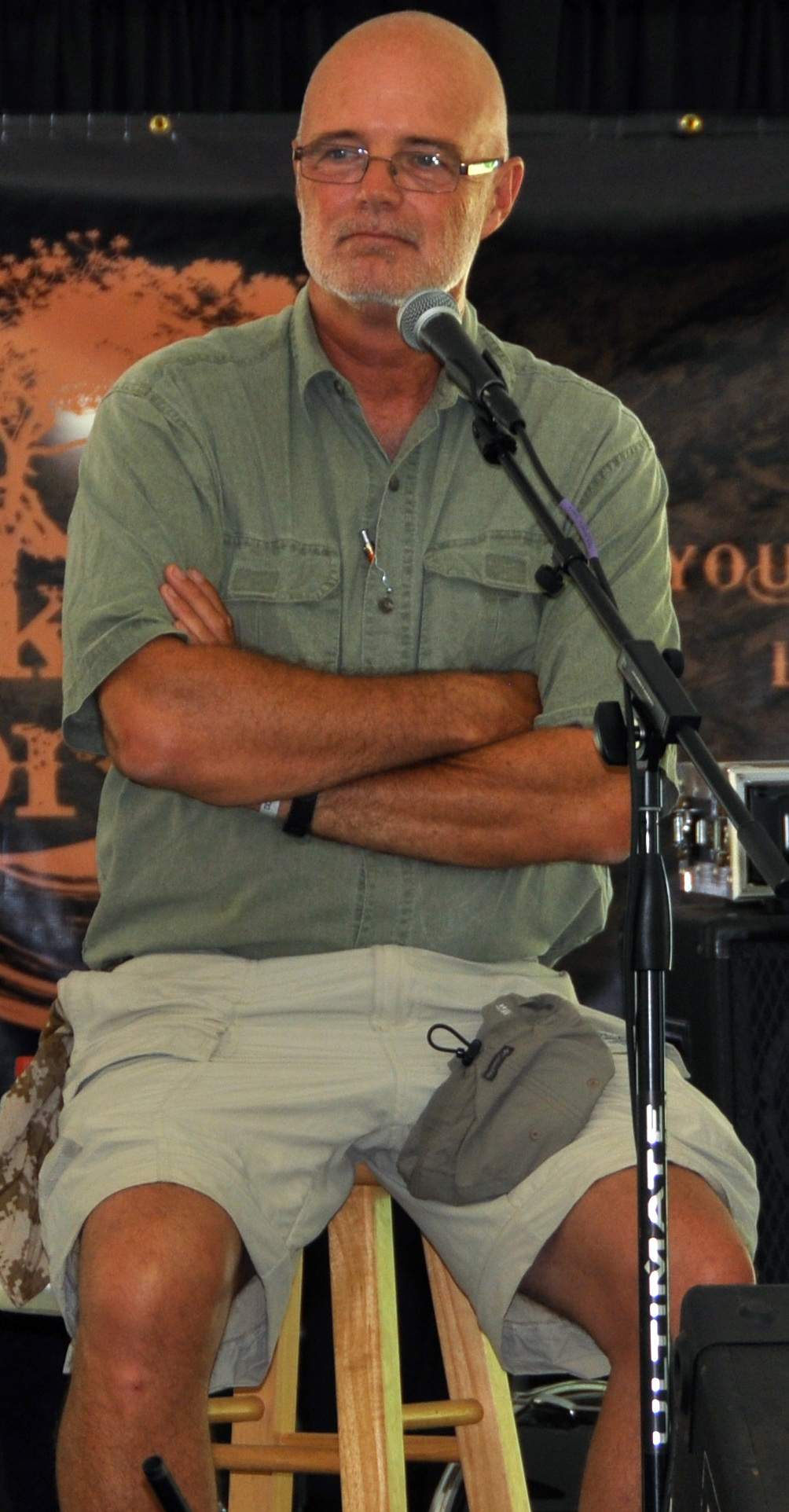
Brian McLaren

Brian D. McLaren (* 1956) ist ein US-amerikanischer Pastor, Autor, Vordenker und Vertreter der Emerging-Church-Bewegung. Das Magazin Time zählt ihn zu den 25 einflussreichsten Evangelikalen der USA, obwohl er den Linksevangelikalen zuzurechnen ist. Er war 1982 bis 2006 Gründungspastor der interkonfessionellen Cedar Ridge Community Church in Spencerville, Maryland.

## Leben
McLaren studierte an der Universität von Maryland, College Park und beendete sein Studium mit Abschlüssen im Fach Englisch (BA summa cum laude 1978 und MA 1981). Seine Schwerpunkte setzte er auf mittelalterliche Dramen, Poesie der Romantik, moderne philosophische Literatur und die Novellen von Walker Percy.
Nachdem McLaren ab 1978 bis 1986 einige Jahre in Washington, D.C. Englisch unterrichtet hatte, verließ er die Hochschule, um der Cedar Ridge Community Church als Pastor zu dienen, die er 1982 mitbegründet hatte. Diese unkonventionelle, überkonfessionelle Kirchgemeinde in Maryland wuchs auf einige hundert Mitglieder an. Er blieb dort als Gründungspastor bis 2006, danach konzentrierte er sich auf seine schriftstellerischen und lehrenden Tätigkeiten.
Seit den 1980er Jahren unterstützt McLaren die Gründung und die Entwicklung neuer Gemeinden. Er ist ein beliebter Redner auf Seminaren und Konferenzen, wo er u. a. über Themen wie Bibel, Gemeinde, interreligiöser Dialog, Jesus, Mission, Ökologie, postmodernes Denken und Kultur, soziale Gerechtigkeit und Spiritualität spricht. Er trat in verschiedenen Sendungen auf, so bei Larry King Live, Nightline, On Being und Religion and Ethics Newsweekly. Seine Beiträge und Artikel wurden in der Time, The New York Times, Christianity Today, Christian Century, The Washington Post, Huffington Post, CNN und in anderen Medien publiziert.
McLaren ist einer der Leiter von Emergent Village, einer Plattform für missionale christliche Leiter. Er war weltweit unterwegs, so im Herbst 2007 war er als Redner auf Veranstaltungen in Marburg, Hamburg und Erlangen eingeladen, die vom deutschen Netzwerk Emergent Deutschland veranstaltet wurden. Er ist bei den Sojourners engagiert, Gründungsmitglied der Red-Letter Christians, die Glaube mit sozialem Engagement verbinden, und Vorstandsmitglied von Orientacion Cristiana. Er ist im Vorstand und Gastlehrer der Living School, Center for Action and Contemplation (deutsch: Lebensschule, Zentrum für Aktion und Kontemplation), die vom Franziskaner Richard Rohr gegründet wurde. Er ist Senior Fellow der Auburn University in New York und Gastlehrer von Southern Lights. Er ist außerdem als Musiker und Songwriter tätig.

## Familie
McLaren ist verheiratet mit Grace und Vater von vier erwachsenen Kindern und Großvater einiger Großkinder.

## Theologische Lehre
McLaren beschrieb in seinem ersten Buch von 1998 mit dem Titel The Church on the Other Side: Doing Ministry in the Postmodern Matrix das postmoderne Zeitalter und die Aufgabe der christlichen Kirchen darin. Besonders in seinen Werken A New Kind of Christian von 2001 und A Generous Orthodoxy von 2004 vertritt er eine neue Art des christlichen Glaubens, die die herkömmliche christliche Klarheit, Dominanz und Überheblichkeit hinterfragen, den traditionellen kulturellen Rahmen sprengen und historisch gefestigte Glaubenssätze und Wahrheiten relativieren und anders interpretieren will. Damit hat er den Begriff der sogenannten Emerging Church entscheidend mitgeprägt. Er ist davon überzeugt, dass sich das Christentum immer noch weiterentwickeln kann und wird. Dabei seien authentische persönliche Interaktionen mit Gott, gegenseitiger Austausch und eine glaubwürdige Lebensweise wichtiger als alte Dogmen, fixe Glaubenssysteme und autoritäre kirchliche Strukturen. Die Bibel versteht er mehr als eine Art inspirierte Bibliothek, die von der einseitigen Sicht einer griechisch-römischen Erzählung und weiteren späteren Verzerrungen befreit werden muss. Ihm missfällt eine klare Einteilung in Christen und Nichtchristen, und so arbeitet er mit allen Menschen, die guten Willens sind, auch wenn sie ganz unterschiedliche Glaubensausrichtungen haben, zusammen. Er betont stärker Demut, Freundlichkeit, Liebe, die zwischenmenschliche Solidarität und die Überschneidungen in den verschiedenen Religionen, die durch Begegnungen und Austausch gefördert werden, als unüberwindbare Gegensätze und Feindschaften zwischen ihnen. Sein Glaube und seine Spiritualität schließen sowohl altbewährte Elemente, Praktiken und neue Formen als auch soziale Gerechtigkeit, Naturbeobachtungen und Respekt vor der Schöpfung mit ein.

## Kritik
Als Leitfigur der Emerging Church wurde McLaren vor allem von konservativen Evangelikalen mit zumeist calvinistischem Hintergrund stark kritisiert. Denn wer die postkoloniale, postmoderne und synthetische Weltsicht mit ihrem tendenziellen Mystizismus, Subjektivismus, Relativismus, Inklusion und interreligiösen Dialog gänzlich ablehnt, die McLaren aufgreift, zu verstehen und auszugleichen versucht, der weist auch seine neu klingenden, eher unkonventionelleren Vorschläge als unchristlich oder unbiblisch zurück. Besonders fällt die Relativierung oder Verneinung einer eindeutigen, allgemeingültigen biblischen Wahrheit zugunsten von Unschärfe, Bruchstücken, Dekonstruktion und Synthese bei Kritikern wie Bob DeWaay ins Gewicht.
Der calvinistische Neutestamentler Donald A. Carson war einer der ersten Theologen, der um 2005 eine qualifizierte und umfassende Kritik zu McLaren und der Emerging Church verfasst und veröffentlicht hat. Die US-amerikanische Gospel-Coalition kritisierte vor allem seine liberale Haltung zur Homosexualität, die auf der Relativierung der biblischen Botschaft basiere. Eine neuere Kritikerin ist die US-amerikanische evangelikale Sängerin Alisa Childers. Sie wirft McLaren vor, dass er kaum etwas Neues biete, sondern sich mehrheitlich Sichtweisen annähere, die er vom Manichäismus, Gnostizismus, Pelagianismus, Arianismus, Sozinianismus und der liberalen Theologie übernommen habe. Das seien damals häretische Bewegungen gewesen, die mit ihren Lehren neben den Aussagen von Jesus Christus, Paulus von Tarsus, dem Neuen Testament, den altkirchlichen und reformatorischen Bekenntnissen gestanden seien und das historische Christentum zerpflückt hätten.

## Ehrungen
- 2002 Award of Merit von Christianity Today für sein Buch A New Kind of Christian.[16]
- 2004 Ehrendoktorwürde des Carey Theological Seminary in Vancouver.
- 2010 Ehrendoktorwürde des Virginia Theological Seminary, das zur Episkopalkirche der Vereinigten Staaten gehört.[17]

## Schriften
McLarens verfasste zahlreiche Beiträge und Artikel, die in vielen amerikanischen Medien publiziert wurden. Seine Schriften wurden in mehrere Sprachen übersetzt, so in Chinesisch, Deutsch, Französisch, Koreanisch, Norwegisch, Portugiesisch, Schwedisch und Spanisch.

### In Englisch
- The Church on the other Side: Doing Ministry in the Postmodern Matrix, Zondervan, Grand Rapids 1998 und 2000.
- Finding Faith, Zondervan, Grand Rapids 1999.
- A new Kind of Christian, Jossey-Bass, 2001.
- More ready than you realize, Zondervan, Grand Rapids 2002.
- mit Tony Campolo: Adventures in missing the Point, Zondervan, Grand Rapids 2003.
- The Story we find ourselves in” (Jossey-Bass, 2003), which seeks to tell the Biblical story in a fresh way.
- A Generous Orthodoxy: Why I am a Missional, Evangelical, Post/Protestant, Liberal/Conservative, Mystical/Poetic, Biblical, Charismatic/Conte: Why I am ... Emergent, Unfinished Christian, Zondervan, Grand Rapids 2004 und 2006, ISBN 0-310-25803-0.
- The Last Word and the Word After That, Jossey-Bass, 2005.
- The Secret Message of Jesus, Thomas Nelson, 2006.
- Everything must change: Jesus, Global Crises, and a Revolution of Hope. Thomas Nelson Publishers, 2007, ISBN 0-8499-0183-9.
- Finding our way again - The return of the ancient practices, Thomas Nelson, 2008.
- A new kind of Christianity. Ten questions that are transforming the faith, HarperOne, 2010.
- Naked Spirituality: A Life with God in 12 simple words, HarperOne 2012.
- Why did Jesus, Moses, the Buddha, and Mohammed cross the road?, 2012.
- We Make the Road by Walking, 2014.
- The Great Spiritual Migration, 2016.
- mit Gareth Higgins: Cory and the Seventh Story, 2018.
- mit Gareth Higgins: The Seventh Story: Us, Them, and the End of Violence, 2018.
- mit Gareth Higgins: The Galapagos Islands: A Spiritual Journey is an eco-spiritual travel memoir, 2019. (europäischer Titel: God Unbound: Theology in the Wild).
- Faith after doubt, 2021.
- Do I stay Christian? 2022.

### In deutscher Übersetzung
- Die geheime Botschaft von Jesus. Die Wahrheit, die alles verändern könnte. C & P Verlag, Emmelsbüll-Horsbüll 2007, ISBN 978-3-928093-83-5 (Originaltitel: The Secret Message of Jesus).
- Höchste Zeit, umzudenken: Jesus, globale Krisen und die Revolution der Hoffnung. Verlag der Francke-Buchhandlung, Marburg 2008, ISBN 978-3-86827-045-7 (Originaltitel: Everything must change).
- Dem Leben wieder Tiefe geben: Gott im Alltag entdecken. Brunnen, Gießen 2009, ISBN 978-3-7655-1442-5 (Originaltitel: Finding our way again - The return of the ancient practices).
- Nachfolge auf neuem Kurs: Zehn Fragen, die den Glauben verändern. Aussaat, 2012, ISBN 978-3-7615-5938-3 (Originaltitel: A new kind of Christianity. Ten questions that are transforming the faith).